# Кубок Свазіленду з футболу
Кубок Свазіленду з футболу (англ. Swazi Bank Cup) — футбольне змагання, яке щорічно проводить Національна футбольна асоціація серед футбольних клубів Свазіленду. Заснований у 1980 році.

## Формат
Це єдине футбольне змагання, в якому можуть взяти участь будь-які команди країни.
Команда-переможець турніру отримує право в наступному сезоні представляти Свазіленд у Кубку конфедерації КАФ.

## Переможці
- 1980 : Булембу Янг Ецес
- 1982 : Булембу Янг Ецес
- 1983 : Мбабане Гайлендерс
- 1984 : Манзіні Вондерерс
- 1985 : Мбабане Гайлендерс
- 1986 : Мбабане Шеллоуз
- 1988 : Денвер Сандаунз (Манзіні)
- 1989 : Монені Пайретс (Манзіні)
- 1990 : Мбабане Гайлендерс
- 1991 : Денвер Сандаунз (Манзіні)
- 1992 : Денвер Сандаунз (Манзіні) 2-0 Роял Леопардс (Сімуні)
- 1993 : Елевен Мен ін Флайт (Сітекі) 2-1 Денвер Сандаунз (Манзіні)
- 1994 : Ювентус (Квалусені)
- 1995 : Мхламбанятсі Роверс
- 1997 : Мбабане Гайлендерс
- 1999 : Мбабане Гайлендерс
- 2000 : Мхлуме Юнайтед
- 2001 : Елевен Мен ін Флайт (Сітекі) 1-1 (4 - 3) Мбабане Шеллоуз
- 2004 : Грін Мамба (Матсафа) 5-1 Денвер Сандаунз (Манзіні)
- 2005 : Хаб Сандоунс 2-0 Маланті Чіфс (Піггс-Пік)
- 2006 : Мбабане Шеллоуз 1-0 (a.p.) Маланті Чіфс (Піггс-Пік)
- 2007 : Роял Леопардс 1-0 Манзіні Сандаунз
- 2008 : Маланті Чіфс (Піггс-Пік) 2-1 Роял Леопардс
- 2009 : Мбабане Гайлендерс 2-1 Манзіні Вондерерс
- 2010 : Мбабане Гайлендерс 1-0 Умбелебеле Джомо Космос
- 2011 : Роял Леопардс 4-3 (ов.т.) Мхламбанятсі Роверс
- 2012 : Грін Мамба 3-1 Мбабане Гайлендерс
- 2013 : Мбабане Шеллоуз 5-3 (ов.т.) Маланті Чіфс
- 2014 : Роял Леопардс 3-1 Янг Баффалос
- 2015 : Монені Пайретс 2-0 Манзіні Вондерерс
- 2016 : Мбабане Шеллоуз 2-1 Грін Мамба (Сімун'є)

## Переможці по клубах
| Клуб                      | Місто       | Чемпіонств | Роки чемпіонств                          |
| ------------------------- | ----------- | ---------- | ---------------------------------------- |
| Мбабане Гайлендерс        | Мбабане     | 7          | 1983, 1985, 1990, 1997, 1999, 2009, 2010 |
| Елевен Мен ін Флайт       | Сітекі      | 4          | 1993, 1996, 2001, 2002                   |
| Мбабане Шеллоуз           | Мбабане     | 4          | 1986, 2006, 2013, 2016                   |
| Манзіні Сандаунз (Денвер) | Манзіні     | 3          | 1989, 1991, 1992                         |
| Роял Леопардс             | Сімує       | 3          | 2007, 2011, 2014                         |
| Монені Пайретс            | Манзіні     | 3          | 1987, 1988, 2015                         |
| Булембу Янг Ецес          |             | 2          | 1980, 1982                               |
| Грін Мамба                | Мацафа      | 2          | 2004, 2012                               |
| Хаб Сандоунс              |             | 1          | 2005                                     |
| Маланті Чіфс              | Піґґс Пік   | 1          | 2008                                     |
| Манзіні Вондерерз         | Манзіні     | 1          | 1984                                     |
| Мхламбанятсі Роверс       | Мламбанятсі | 1          | 1995                                     |
| Мхлуме Юнайтед            | Млуме       | 1          | 2000                                     |
| Ювентус Квалусені         |             | 1          | 1994                                     |